# Guillermo Amoedo
Pour les articles homonymes, voir Amoedo.
Guillermo Amoedo Schultze, né le 2 mars 1983 à Montevideo, est un réalisateur et scénariste uruguayen, qui travaille à Santiago, au Chili, depuis 2007.

## Biographie
Il est le co-auteur, avec Nicolás López, des films Que pena tu vida (2010), Que pena tu boda (2011), Que pena tu familia (2012) et Mis peores amigos (2013), et, avec Eli Roth, des films Afterschock (2012), The Green Inferno (2013) et Knock Knock (2015).
Il a aussi écrit et dirigé les téléfilms El Crack (2011) et La leyenda de El Crack (2015), ainsi que les longs métrages Retorno (2010) The Stranger (2014) et El Habitante (2017).